# Hannafordia shanesii
Hannafordia shanesii är en malvaväxtart som beskrevs av Ferdinand von Mueller. Hannafordia shanesii ingår i släktet Hannafordia och familjen malvaväxter. Inga underarter finns listade i Catalogue of Life.